# Сластихин, Алексей Иванович
Алексей Иванович Сластихин (3 августа 1924, Лальский район, Северо-Двинская губерния — 4 марта 2009, Москва) — командир взвода пешей разведки 529-го стрелкового полка 163-й Ромненской стрелковой дивизии 38-й армии Воронежского фронта, младший лейтенант. Герой Советского Союза.

## Биография
Родился 3 августа 1924 года в деревне Желтиково в крестьянской семье. Окончил 9 классов.
В Красной Армии с августа 1942 года. В 1943 году окончил Рязанское пулемётное училище. В действующей армии с мая 1943 года. Член ВКП(б) / КПСС с 1944 года.
Командир взвода пешей разведки 529-го стрелкового полка комсомолец младший лейтенант Алексей Сластихин в числе первых с группой разведчиков 1 октября 1943 года преодолел реку Днепр в районе острова Жуковка, расположенного на южной окраине украинской столицы Киева, ворвался во вражескую траншею и в рукопашном бою лично уничтожил несколько противников. Совместно с бойцами группы удержал рубеж до высадки батальона на правый берег Днепра.
Указом Президиума Верховного Совета СССР от 29 октября 1943 года за образцовое выполнение боевых заданий командования и проявленные при этом мужество и героизм младшему лейтенанту Сластихину Алексею Ивановичу присвоено звание Героя Советского Союза с вручением ордена Ленина и медали «Золотая Звезда».
Окончил войну в Венгрии.
После войны А. И. Сластихин продолжал службу в армии. В 1949 году он окончил курсы «Выстрел», а в 1955 году — Военную академию имени М. В. Фрунзе. Командовал ротой, батальоном и полком в Одесском и в Ленинградском военных округах, был заместителем начальника штаба армейского объединения, преподавал в Военной академии имени М. В. Фрунзе. С 1985 года генерал-майор А. И. Сластихин — в запасе.
Жил в городе-герое Москве. До ухода на заслуженный отдых работал начальником штаба гражданской обороны в Научно-исследовательском институте Министерства путей сообщений СССР, возглавлял Объединённый совет ветеранов войны и труда ВНИИЖТ. Умер 4 марта 2009 года. Похоронен в Москве на Троекуровском кладбище.
Награждён орденом Ленина, орденами Красного Знамени, Отечественной войны 1-й степени, «За службу Родине в Вооружённых Силах СССР» 3-й степени, медалями. Удостоен звания «Почётный железнодорожник».

## Награды
- Герой Советского Союза (29.10.1943)
- Орден Ленина (29.10.1943)
- Орден Красного Знамени
- Орден Отечественной войны I степени (11.03.1985)
- Орден «За службу Родине в Вооружённых Силах СССР» 3 степени
- Медаль Жукова[4]
- Медаль За боевые заслуги[5]
- Медаль «В ознаменование 100-летия со дня рождения Владимира Ильича Ленина» (6 апреля 1970[6])
- Медаль «За победу над Германией в Великой Отечественной войне 1941—1945 гг.» (9 мая 1945[7])
- Юбилейная медаль «Двадцать лет Победы в Великой Отечественной войне 1941—1945 гг.» (7 мая 1965[8])
- Юбилейная медаль «Тридцать лет Победы в Великой Отечественной войне 1941—1945 гг.»[9]
- Медаль «Сорок лет Победы в Великой Отечественной войне 1941-1945 гг.»[10]
- Юбилейная медаль «50 лет Победы в Великой Отечественной войне 1941—1945 гг.»[11]
- Медаль «За взятие Кёнигсберга»[12] (9 июня 1945[13])
- Медаль «Ветеран Вооружённых Сил СССР»
- Медаль «30 лет Советской Армии и Флота»[14].
- Юбилейная медаль «40 лет Вооружённых Сил СССР»[15]
- Юбилейная медаль «50 лет Вооружённых Сил СССР» (26 декабря 1967[16])
- Юбилейная медаль «60 лет Вооружённых Сил СССР» (28 января 1978[17])
- Юбилейная медаль «70 лет Вооружённых Сил СССР» (28 января 1988[18])
- Медаль «За безупречную службу» I степени
- Знак «Гвардия»
- Знак МО СССР «25 лет Победы в Великой Отечественной войне» (24 апреля 1970)
- Звание «Почётный железнодорожник»

## Память

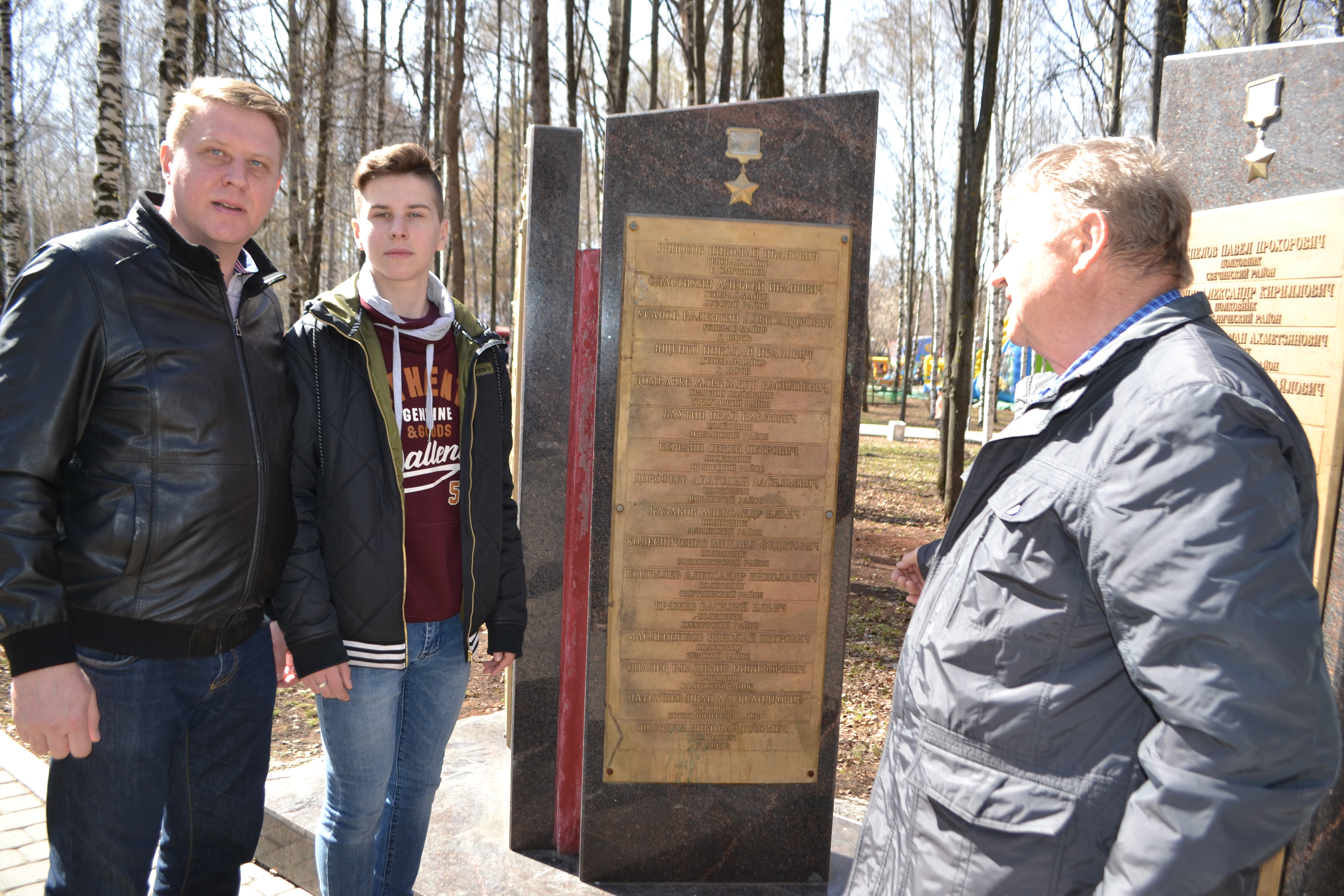
Имя Героя выбито на гранитной стеле на Аллее Славы в парке Победы города Киров

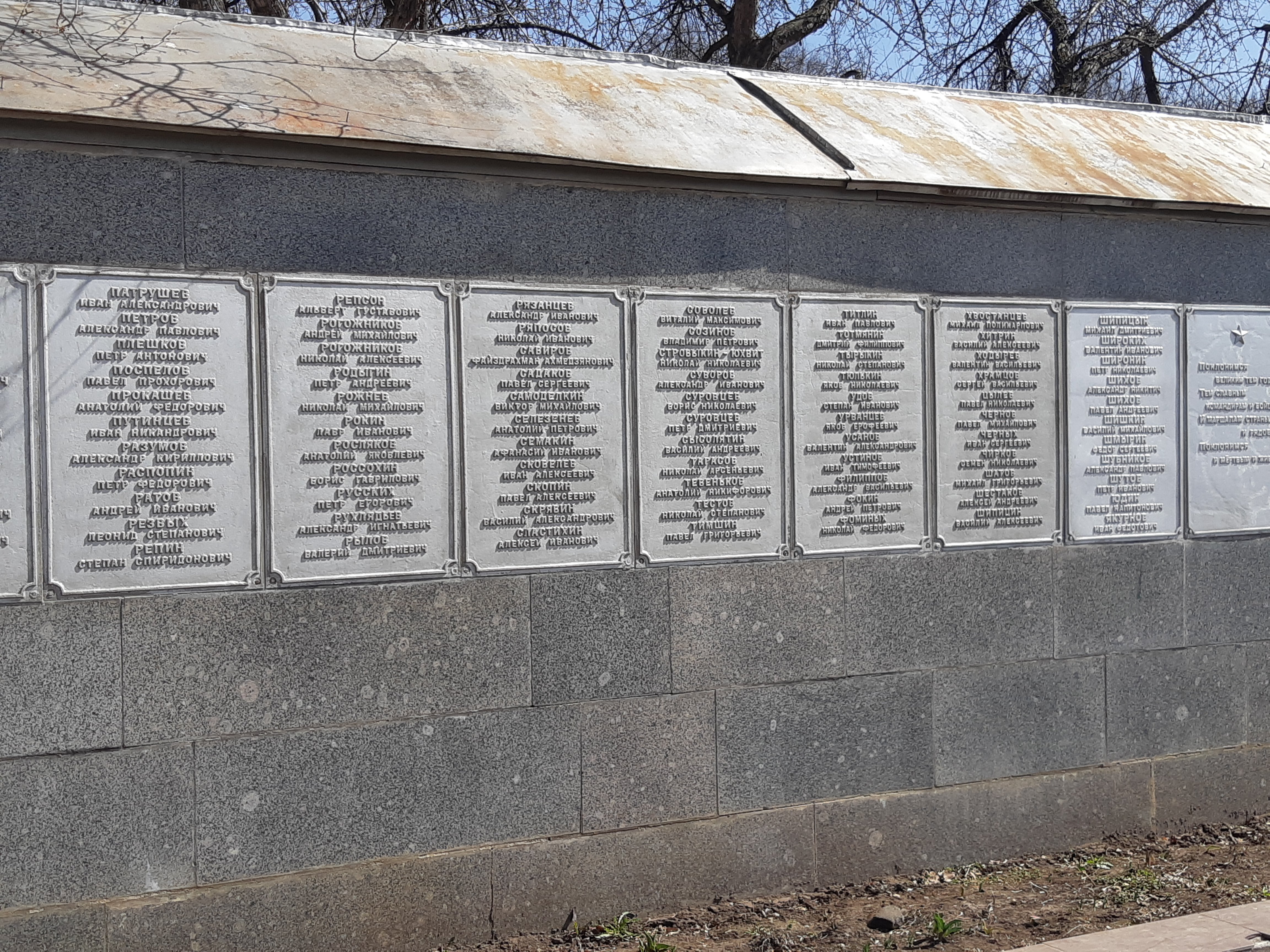
Имя Героя на мемориальной доске в парке г. Кирова

- Имя Героя выбито на гранитной стеле на Аллее Славы в парке Победы города Киров.
- Имя Героя Советского Союза увековечено на мемориальной доске в честь кировчан — Героев Советского Союза в парке дворца пионеров города Кирова.
- Имя Героя высечено золотыми буквами в зале Славы Центрального музея Великой Отечественной войны в Парке Победы г. Москвы.

## Комментарии
1. ↑  Воинское звание на дату присвоения звания Героя Советского Союза.
2. ↑  Деревня Желтиково, относившаяся к Сольвычегодскому уезду Вологодской губернии, с 10 апреля 1924 входила в состав Лальского района, с 1 февраля 1963 — в состав Лузского района Кировской области; упразднена 30.12.1986[1].